# Rosita Rota Gelpi
Pour les articles homonymes, voir Rota.
Rosita Rota Gelpi, née le 6 novembre 1973 à Lecco, est une coureuse de fond italienne spécialisée en course en montagne. Elle a remporté deux titres de championne du monde de course en montagne et un titre de championne d'Europe de course en montagne. Elle est également double championne d'Italie de course en montagne.

## Biographie
Rosita débute l'athlétisme à l'âge de 9 ans, en suivant les traces de son frère aîné Nicola. Elle remporte ses premiers succès nationaux en remportant les titres de championne d'Italie de cross-country U16 et de championne junior de course en montagne en 1991 et 1992. Elle remporte son premier succès international en 1992, en devant championne du monde junior de course en montagne 1992 au val de Suse.
En 1998, elle remporte son premier titre national de championne d'Italie de course en montagne ainsi que le titre de championne d'Europe de course en montagne mais ne peut cependant pas participer au Trophée mondial en raison d'une blessure à la jambe. L'année suivante, elle effectue une grosse contre-performance lors du Trophée européen et termine 39e. Néanmoins, elle décroche son deuxième titre national et remporte le titre de championne du monde à Kota Kinabalu.
En parallèle de la course en montagne, elle court également en cross-country. Elle se classe vingtième des championnats du monde de cross-country 2001.
Elle est victime d'une infection virale en 2003 qui la force à se retirer de la compétition pour se soigner. Elle fait son retour en 2004 et décroche la médaille de bronze aux championnats d'Europe de course en montagne à Korbielów. Elle décroche ensuite son second titre mondial à Sauze d'Oulx.
Elle se concentre ensuite sur les courses sur route et remporte notamment le marathon de Trieste en 2005.

## Palmarès

### Route/Cross
| Année | Compétition                                      | Lieu      | Place | Épreuve            | Performance     |
| ----- | ------------------------------------------------ | --------- | ----- | ------------------ | --------------- |
| 1999  | Championnats du monde militaire de cross-country | Mayport   | 10e   | Cross-country      |                 |
| 2000  | Championnats du monde militaire de cross-country | Alger     | 6e    | Cross-country      | 17 min 23 s     |
| 2001  | Championnats du monde de cross-country           | Ostende   | 20e   | Cross-country long | 29 min 53 s     |
| 2004  | Semi-marathon de Crémone                         | Crémone   | 3e    | Semi-marathon      | 1 h 15 min 43 s |
| 2004  | Semi-marathon de Trecate                         | Trecate   | 1re   | Semi-marathon      | 1 h 21 min 23 s |
| 2004  | Marathon de Milan                                | Milan     | 6e    | Marathon           | 2 h 38 min 39 s |
| 2005  | Semi-marathon de Plaisance                       | Plaisance | 1re   | Semi-marathon      | 1 h 15 min 34 s |
| 2005  | Semi-marathon de Vérone                          | Vérone    | 2e    | Semi-marathon      | 1 h 18 min 19 s |
| 2005  | Marathon de Trieste                              | Trieste   | 1re   | Marathon           | 2 h 39 min 28 s |
| 2006  | Marathon de Vienne                               | Vienne    | 5e    | Marathon           | 2 h 37 min 48 s |

### Course en montagne
| no  | féminin            | Course                                      | Longueur | Départ             | Temps       |
| --- | ------------------ | ------------------------------------------- | -------- | ------------------ | ----------- |
| 7e  | 7e                 | Trophée mondial de course en montagne       | 7,2 km   | 1er septembre 1996 | 42 min 38 s |
| 6e  | 6e                 | Trophée mondial de course en montagne       | 7,8 km   | 7 septembre 1997   | 42 min 4 s  |
| 1re | Médaille d'or      | Trophée Vanoni                              | 5 km     | 26 octobre 1997    | 22 min 41 s |
| 1re | Médaille d'or      | Trophée européen de course en montagne      | 7,8 km   | 5 juillet 1998     | 34 min 58 s |
| 1re | Médaille d'or      | Trophée Vanoni                              | 5 km     | 25 octobre 1998    | 24 min 0 s  |
| 1re | Médaille d'or      | Trophée mondial de course en montagne       | 7,8 km   | 19 septembre 1999  | 38 min 0 s  |
| 3e  | Médaille de bronze | Trophée européen de course en montagne      | 7,0 km   | 2 juillet 2000     | 34 min 17 s |
| 37e | Médaille d'or      | Course de Šmarna Gora                       | 9,2 km   | 30 septembre 2000  | 48 min 52 s |
| 10e | 10e                | Trophée mondial de course en montagne       | 8,5 km   | 16 septembre 2001  | 40 min 48 s |
| 1re | Médaille d'or      | Trophée Vanoni                              | 5 km     | octobre 2001       | 23 min 21 s |
| 3e  | Médaille de bronze | Championnats d'Europe de course en montagne | 7,2 km   | 4 juillet 2004     | 36 min 43 s |
| 1re | Médaille d'or      | Trophée mondial de course en montagne       | 8,4 km   | 4 septembre 2004   | 50 min 27 s |

## Records
| Épreuve       | Performance     | Date            | Lieu           |
| ------------- | --------------- | --------------- | -------------- |
| 3 000 mètres  | 9 min 36 s 12   | 8 juillet 1999  | Nembro         |
| 5 000 mètres  | 15 min 57 s 61  | 22 juillet 1999 | Bergame        |
| 10 000 mètres | 33 min 8 s 34   | 6 avril 2002    | Camaiore       |
| 10 kilomètres | 34 min 11 s     | 8 octobre 2005  | Trente         |
| 10 miles      | 57 min 4 s      | 18 juin 2006    | Trévise        |
| Semi-marathon | 1 h 14 min 55 s | 2 avril 2006    | Villa Lagarina |
| Marathon      | 2 h 37 min 48 s | 7 mai 2006      | Vienne         |